# جورج شلهوب
 جورج شلهوب (2 ديسمبر 1946-) ممثل  ومخرج لبناني.

## حياته
خريج معهد الفنون عام 1968،أول دور مثله مع المخرج شكيب خوري
هاجر عام 1982 إلى كالفورنيا أميركا حيث درس لفترة زمنية قصيرة العمل والإنتاج التلفزيوني وألحقها بدورات تقنية في حقل التصوير والإخراج.
طموحه لم يتماشى مع مستوى الجامعة التي كان يدرس فيها فانتقل لأحد أهم معاهد هوليوود حيث قدمت له المنح وأتته فرص عديدة لكنه لم يوفق بقطفها.

### حياته الأسرية
تزوج من الممثلة ألسي فرنينة في نيسان عام 1974 مدنيا في قبرص  رزق منها بولدين الممثل يورغو شلهوب  ونديم شلهوب

## مشاركته في رقص النجوم
شارك في برنامج رقص النجوم عام 2013 مع ساندرا عباس كونه محبا للرقص.

## أعماله

### في التلفزيون
نقطة انتهى 
مسلسل 2024
التحدي السر
مسلسل 2022
شريعة الغاب
مسلسل2021
آخر الليل
مسلسل 2019
موت أميرة
مسلسل 2018
زوجتي أنا
مسلسل 2017
مثل القمر
مسلسل 2016
شريعة الغاب
مسلسل 2016
عين الجوزة
محمود
مسلسل 2015
أحمد وكريستينا
مسلسل 2015
عشرة عبيد صغار
غازي 
مسلسل 2014
القناع
مسلسل 2012
الأرملة والشيطان
مسلسل 2011
الطائر المكسور
مسلسل 2008
فارس الاحلام
مسلسل 2008
جنون الحب 2008 ( ثلاثية)
رجل من الماضي
المعلم صابر 
مسلسل 2004
فاميليا ج2
مسلسل 2004
فاميليا ج1
مسلسل 2001
دوار يا زمن
مسلسل 1997
زوج الأنسة
مسلسل 1990
رحلة العمر
رمزي
مسلسل 1985
رصيف البارزيانا
مسلسل 1985
احذروا سالم الفري
نبيل مسلسل 1985
أبو الطيب
مسلسل 1983
ليالي شهرزاد مسلسل 1980
الصمت
مسلسل 1978
يسعد مساكم
مسلسل 1976
مذكرات ممرضة
د.باسم
مسلسل 1973
الضيعة بألف خير
مسلسل 1973
المشوار الطويل
شريف
مسلسل 1970
الشمس الراحلة
رياض
تمثيلية

### في السينما
- الفاتحة فيلم 2016
- شبح من الماضي فيلم 1986
- Death of a Princess فيلم 1980
- The veil (الحجاب)
- حبل الكوريد

### كمنتج
- مسافر بلا هوية فيلم
- شبح من الماضي فيلم
- سجين بين الأصابع مسلسل

### في الإخراج
- فارس الأحلام 2008
- سجين بين الأصابع
- اليوم زفتها مسرحية للكاتب مروان نجار

## وصلات خارجية
- جورج شلهوب على موقع IMDb (الإنجليزية)
- جورج شلهوب على موقع قاعدة بيانات الأفلام العربية
- جورج شلهوب على موقع قاعدة بيانات الفيلم (الإنجليزية)